# فرودگاه کاولک
فرودگاه کاولک (به انگلیسی: Kaolack Airport) یک فرودگاه همگانی با کد یاتا KLC است که یک باند فرود آسفالت دارد و طول باند آن ۱۶۰۰ متر است. این فرودگاه در کشور سنگال قرار دارد و در ارتفاع ۸ متری از سطح دریا واقع شده است.